# كاتسويوشي كوهارارا
كاتسويوشي كوهارارا (باليابانية: 桑原 勝義) (30 مايو 1944 في فوجيدا في اليابان – )؛ هو لاعب كرة قدم ياباني سابق كان يلعب كمهاجم. سبق له أن لعب مع منتخب اليابان.

## وصلات خارجية
- كاتسويوشي كوهارارا على موقع ناشيونال فوتبول تيمز (الإنجليزية)

- National Football Teams
- Japan National Football Team Database